# ヴァルター・オーロッゲ
ヴァルター・オーロッゲ(ドイツ語: Walter Ohlrogge、1909年1月15日 - 2003年4月30日)は、ドイツの軍人。最終階級は空軍少尉。
第二次世界大戦では総出撃回数400回以上、総撃墜数77機を記録したエース・パイロットとして知られる。

## 叙勲
- パイロット章
- 空軍前線飛行章
- 空軍名誉杯 (1941年6月1日)[1]
- 鉄十字章
  - 二級鉄十字勲章1939年章
  - 一級鉄十字勲章1939年章
- 1941年/1942年東部戦線冬季戦記章
- 騎士鉄十字章
  - 騎士鉄十字章 (1941年11月4日)[2]
- ドイツ十字章
  - ドイツ十字章金章 (1942年11月3日)[3]